# Elecciones federales de Canadá de 1988
Las elecciones federales canadienses de 1988 se llevaron a cabo el 21 de noviembre de 1988 para elegir a los miembros de la Cámara de los Comunes de Canadá del 34.º Parlamento de Canadá. Fue una elección que se libró en gran medida por un solo tema: el Tratado de Libre Comercio (TLC) entre Canadá y Estados Unidos.

## Campaña
El primer ministro titular Brian Mulroney, líder del Partido Conservador Progresista, había firmado el acuerdo. El Partido Liberal, dirigido por John Turner, se opuso al acuerdo, al igual que el Nuevo Partido Democrático dirigido por Ed Broadbent.
Los conservadores progresistas entraron a las elecciones sufriendo una serie de escándalos. A pesar de ganar una gran mayoría sólo cuatro años antes, parecían vulnerables desde el principio.
Los liberales tuvieron algunas luchas tempranas, en particular durante un día en Montreal donde se dieron tres costos diferentes para el programa de guardería liberal propuesto. La campaña también se vio obstaculizada por un informe de Canadian Broadcasting Corporation que decía que había un movimiento en la trastienda para reemplazar a Turner con Jean Chrétien, a pesar de que Turner había pasado una revisión de liderazgo en 1986.
El apoyo oscilaba entre los progresistas conservadores y los liberales sobre el libre comercio. Con las encuestas a mitad de campaña sugiriendo un gobierno liberal, esto llevó a los conservadores a detener la campaña relativamente tranquila que habían estado llevando a cabo y seguir la sugerencia de Allan Gregg de "bombardear el puente" que unió a los votantes anti-TLC y los liberales: la credibilidad de Turner. Los anuncios se centraron en las luchas de liderazgo de Turner y, combinados con más de $6 millones de dólares canadienses en anuncios pro-TLC, lograron detener el impulso de los liberales.
Los liberales cosecharon la mayoría de los beneficios de oponerse al TLC y duplicaron su representación a 83 escaños para emerger como la principal oposición; el NDP también había logrado avances, pero terminó en un distante tercer lugar con 43 escaños. Los conservadores progresistas ganaron un gobierno de mayoría reducida pero fuerte con 169 escaños. A pesar de la mejor posición de los liberales, los resultados se consideraron una decepción para Turner, después de que las encuestas a mitad de campaña predijeran un gobierno liberal. En una reversión irónica de la mayoría de las elecciones federales anteriores, los liberales se mantuvieron fuera del poder por su incapacidad para avanzar hacia la abrumadora mayoría conservadora en Quebec. De hecho, los liberales perdieron cinco escaños en Quebec, muchos de los cuales sólo habían retenido en 1984 debido a la división de votos entre los conservadores y el ya desaparecido Parti nationaliste du Québec. Esta derrota electoral selló el destino de Turner; finalmente dimitió en 1990 y fue sucedido por Jean Chrétien, quien demostró ser un líder más eficaz.
Hasta las elecciones federales de 2011, las de 1988 fueron las más exitosas en la historia del Nuevo Partido Demócrata. El partido dominó en Columbia Británica y Saskatchewan, obtuvo un apoyo significativo en Ontario y eligió a su primer miembro (y, hasta las elecciones de 2008, único) de Alberta.
Esta fue la segunda elección participada por el Partido Verde, y vio un aumento de más del 50% en su voto, pero siguió siendo un partido minoritario.
La elección fue la última para el Partido del Crédito Social de Canadá: el partido no obtuvo escaños y tuvo una porción insignificante del voto popular.
El Partido Reformista recién fundado también disputó escaños en el oeste de Canadá. Los reformistas no obtuvieron escaños y no se consideró un partido importante a nivel nacional. Sin embargo, Deborah Gray ganaría el primer escaño para el reformismo, Beaver River en Alberta, en una elección parcial cuatro meses después.
Para los conservadores progresistas, esta fue la última elección federal que ganarían.
Aunque la mayoría de los canadienses votaron por partidos que se oponían al libre comercio, los conservadores regresaron con un gobierno mayoritario e implementaron el acuerdo.

## Resultados
| Partido | Partido                         | Líder            | Candidatos | Escaños          | Escaños    | Escaños  | Escaños    | Voto      | Voto   | Voto    |
| ------- | ------------------------------- | ---------------- | ---------- | ---------------- | ---------- | -------- | ---------- | --------- | ------ | ------- |
| Partido | Partido                         | Líder            | Candidatos | Elección de 1979 | Disolución | Elegidos | % Cambio   | #         | %      | Cambio  |
|         | Partido Conservador Progresista | Brian Mulroney   | 295        | 211              | 203        | 169      | -19.9%     | 5,667,543 | 43.02% | -7.02pp |
|         | Liberal                         | John Turner      | 294        | 40               | 38         | 83       | +107.5%    | 4,205,072 | 31.92% | +3.89pp |
|         | Nuevo Partido Democrático       | Ed Broadbent     | 295        | 30               | 32         | 43       | +34.4%     | 2,685,263 | 20.38% | +1.57pp |
|         | Partido Reformista              | Preston Manning  | 72         | *                | -          | -        | *          | 275,767   | 2.09%  | *       |
|         | Partido Herencia Cristiana      | Ed Vanwoudenberg | 63         | *                | -          | -        | *          | 102,533   | 0.78%  | *       |
|         | Rinocerontes                    | Cornelius I      | 74         | -                | -          | -        | -          | 52,173    | 0.40%  | -0.39pp |
|         | Partido Verde                   | Seymour Trieger  | 68         | -                | -          | -        | -          | 47,228    | 0.36%  | +0.14pp |
|         | Confederación de Regiones       | Elmer Knutson    | 51         | -                | -          | -        | -          | 41,342    | 0.31%  | -0.68pp |
|         | Partido Libertario              | Dennis Corrigan  | 88         | -                | -          | -        | -          | 33,135    | 0.25%  | +0.06pp |
|         | No afiliación                   | No afiliación    | 100        | -                | -          | -        |            | 24,516    | 0.19%  | -0.12pp |
|         | Independientes                  | Independientes   | 55         | 1                | 4          | -        | -          | 22,982    | 0.17%  | -0.01pp |
|         | Mancomunidad de Canadá          | Gilles Gervais   | 58         | -                | -          | -        | -          | 7,467     | 0.06%  | -0.21pp |
|         | Partido Comunista de Canadá     | George Hewison   | 51         | -                | -          | -        | -          | 7,066     | 0.05%  | -0.01pp |
|         | Partido del Crédito Social      | Harvey Lainson   | 9          | -                | -          | -        | -          | 3,407     | 0.03%  | -0.10pp |
|         | Vacante                         | Vacante          | Vacante    | Vacante          | 5          |          |            |           |        |         |
| Total   | Total                           | 1,573            | 282        | 282              | 295        | +4.6%    | 13,175,494 | 100%      |        |         |